# Décès en 1363
Décès
- 1359
- 1360
- 1361
- 1362
- 1363
- 1364
- 1365
- 1366
- 1367

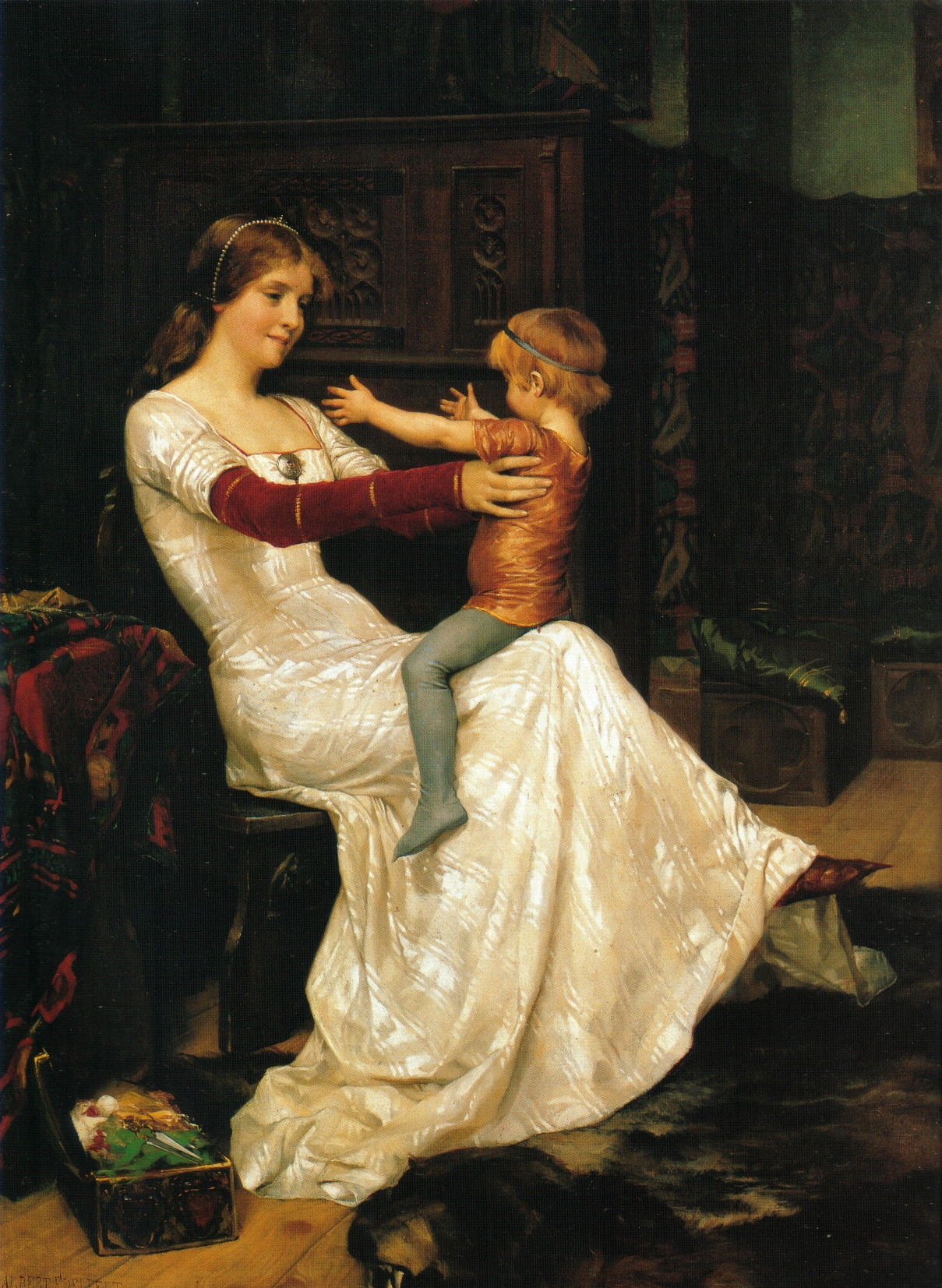
Blanche de Namur, morte en 1363.

Cette page dresse une liste de personnalités mortes au cours de l'année 1363 :
- 13 janvier : Meinhard III de Bavière, duc de Haute-Bavière et dernier comte de Tyrol.
- février : Gervais de Belleau, évêque de Séez.
- 22 avril : Konrad von Landau, ou Corrado Wirtinger di Landau, dit le Conte Lando, condottiere italien d'origine allemande.
- 10 mai : Andouin Aubert, dit le cardinal de Maguelone, cardinal français.
- 11 juin : Christophe de Danemark, prince danois, héritier présomptif du royaume il est nommé duc de Lolland.
- 20 juin : Pierre Farnèse, condottiere italien, coseigneur de Farnese, Canino, Ischia et Cellere, capitaine de l'armée pontificale et capitaine général de l'armée florentine.
- 23 juin : Muhammad ibn Shâkir al-Kutubî, ou Abû ‘Abd Allâh Muḥammad ibn Shâkir ibn Aḥmad al-Kutubî, historien et biographe syrien.
- 9 juillet : Jeanne de Valois, impératrice titulaire de Constantinople.
- 29 août : Philippe de Navarre, comte de Longueville.
- 21 octobre : Hugues Roger, cardinal français.
- 29 octobre : Androin de la Roche, cardinal français.
- 30 octobre : Nicolas Le Vitrier, bénédictin français, vingt-neuvième abbé du Mont Saint-Michel.
- 22 novembre: Jean de Meulan, évêque de Meaux, de Noyon puis de Paris.
- 10 décembre : Élisabeth de Bourg, duchesse de Clarence par mariage, 4e comtesse d'Ulster et 5e baronne de Connaught.

- Kristinas Astikas, noble lituanien.
- Joseph ben Johanan rabbin de Marseille.
- Nil Cabasilas, évêque et théologien byzantin.
- Guillaume de Bordes, archevêque d'Embrun.
- Raymond Guilhem de Budos, seigneur de Clermont, Lodève, Budos,Beaumes-de-Venise, Bédoin, Caromb, Entraigues, Loriol et Mormoiron, gouverneur de Bénévent, maréchal de la Cour pontificale et recteur du Comtat Venaissin.
- Jean II de Châtillon, seigneur de Châtillon-sur-Marne, Gandelus, Troissy, Marigny et de la Ferté-en-Ponthieu, grand queux de France, puis grand maître de France.
- Calliste Ier de Constantinople, patriarche de Constantinople.
- Hervé VIII de Léon, seigneur de Léon.
- Blanche de Namur, reine consort de Suède et reine consort de Norvège.
- Pierre de Nantes, dit aussi Pierre de Guémené, Pierre Benoît ou Pierre Bernard, évêque de Saint-Pol-de-Léon, de Saint-Malo, de Rennes
- Niccolò di ser Sozzo, ou encore Niccolo di ser Sozzo Tegliaccio, Niccolo di Ser Sozzo di Francesco Tegliacci, ou récemment Niccolo di Ser Sozzo di Stefano, peintre et enlumineur italien.
- Barthélemy du Drac, chevalier et chambellan du roi Philippe de Valois, puis trésorier des guerres du roi avec le titre de lieutenant du roi sur les frontières de Flandre et de Hainaut ou celui de capitaine pour le roi aux parties de Picardie, de Boulogne et de Calais.
- Sanda Min Hla, reine consort de trois souverains du Royaume d'Hanthawaddy, en Basse-Birmanie et la vraie détentrice du pouvoir au palais durant cette période.
- Francesco Nelli, humaniste italien, religieux et notaire apostolique.
- Matteo Villani, écrivain, chroniqueur florentin.
- Vojislav Vojinović, grand župan et voïvode de Gacko.

- Date incertaine (vers 1363) :
- Ranulf Higdon, chroniqueur anglais et moine bénédictin du monastère de Saint Weburg à Chester.

- 1362 ou 1363 :
- Gherardello da Firenze, compositeur italien (° vers 1320).

## Crédit d'auteurs
- Cet article est partiellement ou en totalité issu de l'article intitulé « 1363 » (voir la liste des auteurs).